# Ross-on-Wye
Pour les articles homonymes, voir Ross.
Ross-on-Wye (Rhosan ar Wy en gallois) est une ville du comté du Herefordshire, en Angleterre. Traversée par la Wye, elle est située au nord de la forêt de Dean. Au moment du recensement de 2001, elle comptait 10 089 habitants.

## Jumelages
- Condé-sur-Noireau (France) depuis 1978
- Betzdorf (Allemagne)
- Namutumba (Ouganda)